# 365
Évszázadok: 3. század – 4. század – 5. század
Évtizedek: 310-es évek – 320-as évek – 330-as évek – 340-es évek – 350-es évek – 360-as évek – 370-es évek – 380-as évek – 390-es évek – 400-as évek – 410-es évek
Évek: 360 – 361 – 362 – 363 –  364 – 365 – 366 – 367 – 368 – 369 – 370

## Események

### Római Birodalom
- Valentinianus és Valens császárokat választják consulnak.
- Július 21. - Erős földrengés rázza meg Kréta szigetét, majdnem minden várost romba döntve. Az ezt követő árhullám a Földközi-tenger keleti medencéjében súlyos károkat okoz, Egyiptomban több ezren vesznek oda.
- Szeptember 28. - Procopius (Iulianus rokona, akit császári ambíciókkal vádoltak, Valentinianus megpróbálta elfogatni, de a Krímre menekült) császárrá kiáltja ki magát, lefizet két légiót, amelyekkel a hatalmába keríti Konstantinápolyt, Trákiát és Bithyniát. A Kappadókiában tartózkodó Valens császár sereget küld ellene, de az átáll Procopiushoz.
- Az alemannok átkelnek a Rajnán és betörnek Galliába. Valentinianus császár Lutetiába (Párizs) utazik, hogy onnan koordinálja a védekezést, de a Charietto és Severianus által vezetett hadsereg vereséget szenved a germánoktól és mindkét hadvezér is elesik.
- Valens császár leváltja posztjáról Athansziosz alexandriai pátriárkát, aki ezúttal csak a város környékén keres menedéket.
- Meghal II. Felix ellenpápa, így Liberius marad az egyedüli római egyházfő.

### Kína
- 24 évesen meghal Aj császár. Mivel fia nincs, utódja öccse, a 23 éves Sze-ma Ji, aki a Fej uralkodói nevet veszi fel. A tényleges hatalom tanácsadóinak kezében van. Liang tartomány kormányzója, Sze-ma Hszün fellázad, de felkelését hamarosan leverik, őt pedig kivégzik.

## Születések
- Tao Jüan-ming, kínai költő

## Halálozások
- március 30. – Csin Aj-ti, kínai császár
- november 22. – II. Felix, ellenpápa

## Fordítás
- Ez a szócikk részben vagy egészben  a(z)   365 című angol Wikipédia-szócikk ezen változatának fordításán alapul.  Az eredeti cikk szerkesztőit annak laptörténete sorolja fel. Ez a jelzés csupán a megfogalmazás eredetét és a szerzői jogokat jelzi, nem szolgál a cikkben szereplő információk forrásmegjelöléseként.